# Касанський район
Касанський район (узб. Косон тумани, Koson tumani) — район у Кашкадар'їнській області Узбекистану. Розташований на півночі області. Утворений 29 вересня 1926 року. Центр — місто Касан.